# パンプキンシードオイル
パンプキンシードオイル（英語: pumpkin seed oil）は、主に中央ヨーロッパで用いられる調理用の油である。

## 調理用の利用
この油は、かつてオーストリア＝ハンガリー帝国の一部で、現在のオーストリア南東部（シュタイアーマルク州）、スロベニア東部（シュタイエルスカ地方及びプレクムリェ地方）、トランシルヴァニア中央部、ルーマニアのオラシュティエ＝クジア地域、クロアチア北西部（特にメジムリェ郡）、ヴォイヴォディナ、及びハンガリーの隣接地域の名物であった。また、北アメリカ、メキシコ、インドや中国を含む世界中で使われている。
パンプキンシードオイルは、強いナッツの風味を持ち、多価不飽和脂肪酸の含量が多い。茶色の油は苦い味であり、リンゴ酢等と混ぜてサラダ用のドレッシング等に用いる。また、デザートに用いることもあり、バニラアイスクリームにかけるとナッツの味が加わる。オーストリアやスロベニアの名物とされ、パンプキンスープやその他の現地の料理に数滴かけて用いられる。しかし、加熱して用いると、必須脂肪酸が壊れてしまう。

## 製法
この油は、溶媒抽出法か、超臨界二酸化炭素法により抽出される。油の抽出の後に、カロテノイド等をさらに個別に抽出することもできる。
オーストリアやスロベニアの輸出品であるスティリアンオイルは、現地種のカボチャ"Styrian oil pumpkin" (Cucurbita pepo subsp. pepo var. styriaca)のパンプキンシードの殻を取り、ローストしたものを圧搾して作られる。高温でローストすることにより、香りをさらによくすることができる。

## 種子の種類と油

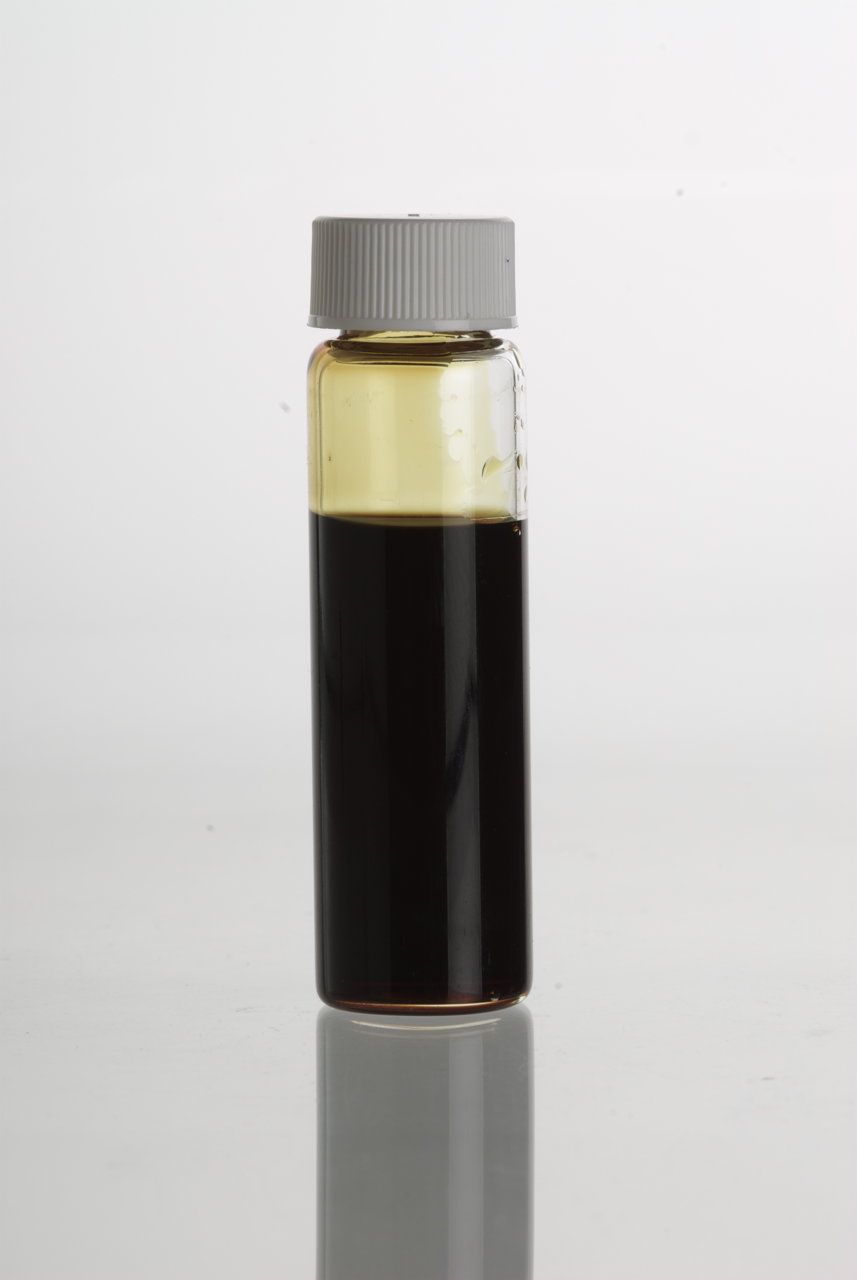
透明なガラスバイアル中のパンプキンシードオイル

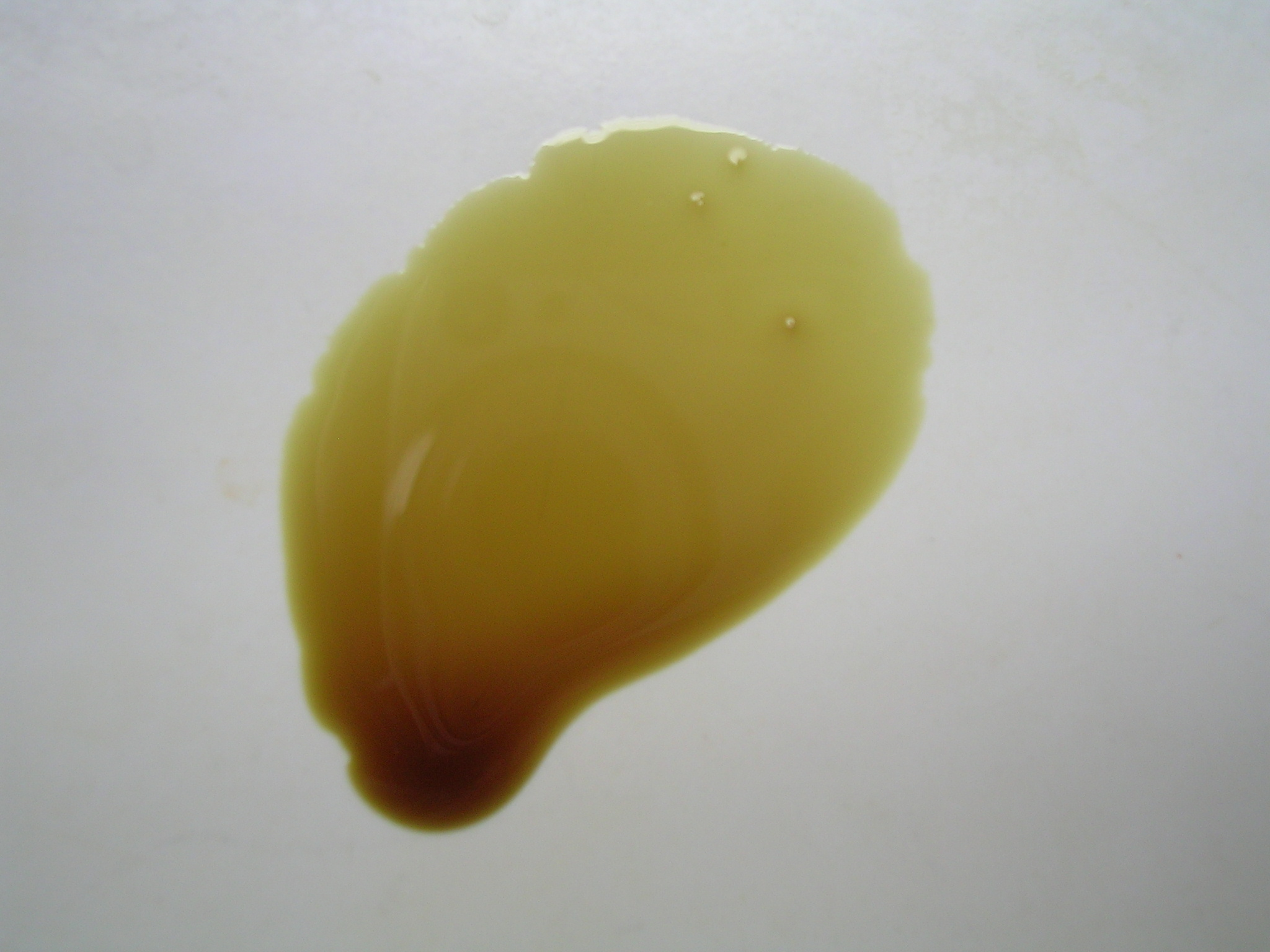
白板上の小滴でダイクロマティズムが見られる。

この油は粘度が高く、サンプルの厚さ（光学的距離）に応じて色は黄緑色から深緑色、深赤色である。薄い層では緑色に見え、厚い層では赤色に見え、この光学現象はダイクロマティズムと呼ばれる。パンプキンシードオイルは、最も強いダイクロマティズムを持つ物質の1つである。クレフトの二色性指数は-44である。
別の種類のパンプキンシードオイルも世界中で流通している。殻付きの白い種子を用いたもので、安価な白色の油となる。
12の異なるカボチャの栽培種に由来するパンプキンシードオイルについて、いくつかの脂肪酸の含量は、以下の範囲であった。
| n:unsat | 脂肪酸           | ％        |
| ------- | ---------------- | --------- |
| (14:0)  | ミリスチン酸     | 0.09–0.27 |
| (16:0)  | パルミチン酸     | 12.6–18.4 |
| (16:1)  | パルミトレイン酸 | 0.12–0.52 |
| (18:0)  | ステアリン酸     | 5.1–8.5   |
| (18:1)  | オレイン酸       | 17.0–39.5 |
| (18:2)  | リノール酸       | 36.2–62.8 |
| (18:3)  | α-リノレン酸     | 0.34–0.82 |
| (20:0)  | アラキドン酸     | 0.26–1.12 |
| (20:1)  | ガドレイン酸     | 0–0.17    |
| (22:0)  | ベヘン酸         | 0.12–0.58 |

ミリスチン酸とパルミチン酸の含量の合計は12.8-18.7%であり、不飽和脂肪酸の合計含量は、73.1-80.5%である。18炭素原子以上の超長鎖脂肪酸の含量は、0.44-1.37%であった。
子葉細胞内には、この油が小滴として局在する。